# منغن
منغن ألمانيا (بالألمانية: Mengen, Germany) هي مدينة وبلدة ألمانية تقع في ألمانيا في بادن-فورتمبيرغ. يقدر عدد سكانها بـ 10,155 نسمة .

## المدن التوأمة
مدن بولاي موزيل ونوفسكا هي مدن توأمة لـمنغن ألمانيا.

## أعلام
- جاك دوريو